# Selenops kalinago
Espèce
Selenops kalinago est une espèce d'araignées aranéomorphes de la famille des Selenopidae.

## Distribution
Cette espèce est endémique des Antilles. Elle se rencontre à Antigua, à Montserrat et en Guadeloupe.

## Description
La femelle holotype mesure 11,05 mm et le mâle paratype 7,55 mm.

## Étymologie
Son nom d'espèce lui a été donné en référence au Kalinagos.

## Publication originale
- Crews, 2011 : A revision of the spider genus Selenops Latreille, 1819 (Arachnida, Araneae, Selenopidae) in North America, Central America and the Caribbean. ZooKeys, no 105, p. 1-182 (texte intégral).